# Lorenzochloa
Lorenzochloa, es un género monotípico de plantas herbáceas perteneciente a la familia de las poáceas. Su única especie: Lorenzochloa erectifolia (Swallen) Reeder & C.Reeder, es originaria de los Andes en Venezuela, Colombia y Perú. 
Algunos autores lo incluyen en el género Ortachne.
Etimología
Lorenzochloa: nombre genérico que fue asignado en honor a Lorenzo Raimundo Parodi (1895-1966), botánico argentino.

## Sinonimia
- Muhlenbergia erectifolia Swallen
- Ortachne erectifolia (Swallen) Clayton
- Parodiella erectifolia (Swallen) Reeder & C. Reeder[2]